# Loxopsis conocephala
Loxopsis conocephala är en insektsart som först beskrevs av Haan 1842.  Loxopsis conocephala ingår i släktet Loxopsis och familjen Diapheromeridae. Inga underarter finns listade i Catalogue of Life.